# Tấn Tĩnh hầu
Tấn Tĩnh hầu (chữ Hán: 晉靖侯; cai trị: 858 TCN – 841 TCN), tên thật là Cơ Nghi Cữu (姬宜臼), là vị vua thứ sáu của nước Tấn - chư hầu nhà Chu trong lịch sử Trung Quốc.
Tấn Tĩnh hầu là con của Tấn Lê hầu – vua thứ năm của nước Tấn. Năm 859 TCN, Lê hầu mất, Tĩnh hầu lên nối ngôi.
Từ thời Tấn Tĩnh hầu, niên đại của các vua mới được xác định rõ. Tuy nhiên các sự kiện lịch sử trong thời gian ông làm vua cũng không được sử sách đề cập.
Năm 841 TCN, Tấn Tĩnh hầu mất. Ông làm vua tất cả 18 năm. Con ông là Cơ Tu Đô lên ngối ngôi, tức là Tấn Ly hầu.